# Bahnstrecke Berlin-Blankenburg–Hohen Neuendorf
| Zug der Linie S10 am Streckenwechsel 6009/6010 vor Einfahrt in den S-Bahnhof Bergfelde (1997). | |                                                             |                                                             |
| Streckennummer (DB): | 6005 (Bln-Blankenb S-B – Bln-Karow W S-B) 6009 (Bln-Karow W S-B – Bergfelde Strw) 6010 (Hohen Neuendorf – Bergfelde Strw) |                                                             |                                                             |
| Kursbuchstrecke (DB): | 200.8 |                                                             |                                                             |
| Streckenlänge: | 15,8 km |                                                             |                                                             |
| Spurweite: | 1435 mm (Normalspur) |                                                             |                                                             |
| Streckenklasse: | C4 |                                                             |                                                             |
| Stromsystem: | 750 V = |                                                             |                                                             |
| Minimaler Radius: | 495 m |                                                             |                                                             |
| Streckengeschwindigkeit: | 100 km/h |                                                             |                                                             |
| Zugbeeinflussung: | Bernauer Fahrsperre |                                                             |                                                             |
| Zweigleisigkeit: | Berlin-Karow West S-B – Arkenberge Schönfließ S-B – Hohen Neuendorf                                                       |                                                             |                                                             |
| | |                                                             |                                                             |
| \| \| \| von Berlin Nordbahnhof \| \| \| \| 8,348 \| Berlin-Blankenburg \| Berlin-Blankenburg \| \| \| \| \| \| \| \| \| nach Berlin-Karow Ost \| \| \| \| \| nach Szczecin \| \| \| \| \| \| \| \| \| 10,077 \| nach Bernau (b Berlin) \| nach Bernau (b Berlin) \| \| \| \| von Berlin-Karow und BAR von Biesdorfer Kreuz \| \| \| \| \| von Berlin-Wartenberg (ehem. geplant) \| \| \| \| 11,4051,501 \| Berlin-Karow West (Abzw) \| Berlin-Karow West (Abzw) \| \| \| 2,098 \| Berlin-Buchholz (ehem. geplant) \| Berlin-Buchholz (ehem. geplant) \| \| \| 3,325000,000 \| Lindenhof (Bk) \| Lindenhof (Bk) \| \| \| 4,130 \| Berlin-Blankenfelde Ost (ehem. geplant) \| Berlin-Blankenfelde Ost (ehem. geplant) \| \| \| 5,800 \| Landesgrenze Berlin / Brandenburg \| Landesgrenze Berlin / Brandenburg \| \| \| 6,15000,000 \| Arkenberge (Bk) \| Arkenberge (Bk) \| \| \| 6,680 \| Berlin-Arkenberge (Üst) \| Berlin-Arkenberge (Üst) \| \| \| 7,820 \| Mühlenbeck-Mönchmühle \| Mühlenbeck-Mönchmühle \| \| \| \| Heidekrautbahn \| \| \| \| 8,455000,000 \| Mühlenbecker Chaussee (Bk) \| Mühlenbecker Chaussee (Bk) \| \| \| 11,000 \| Schönfließ \| Schönfließ \| \| \| \| \| \| \| \| 12,506 \| Bergfelde (b Berlin) \| Bergfelde (b Berlin) \| \| \| \| \| \| \| \| 12,9762,937 \| Bergfelde Streckenwechsel 6009/6010 Schönfließ West (Fernb) \| Bergfelde Streckenwechsel 6009/6010 Schönfließ West (Fernb) \| \| \| \| \| \| \| \| \| \| \| \| \| \| BAR von/nach Hohen Neuendorf West \| \| \| \| \| von Berlin Nordbahnhof \| \| \| \| 0,09617,162 \| von Berlin-Frohnau \| von Berlin-Frohnau \| \| \| 17,386 \| Hohen Neuendorf (b Berlin) \| Hohen Neuendorf (b Berlin) \| \| \| \| nach Oranienburg \| \| | |                                                             |                                                             |
| Strecke · Strecke | | von Berlin Nordbahnhof                                      | von Berlin Nordbahnhof                                      |
| Dienststation / Betriebs- oder Güterbahnhof · S-Bahnhof | 8,348 | Berlin-Blankenburg                                          | Berlin-Blankenburg                                          |
| Verschwenkung von links · Verschwenkung von rechts · Verschwenkung von rechts | |                                                             |                                                             |
| Kreuzung geradeaus unten · Abzweig geradeaus und nach rechts · Strecke | | nach Berlin-Karow Ost                                       | nach Berlin-Karow Ost                                       |
| Kreuzung geradeaus unten · Strecke nach rechts · Strecke | | nach Szczecin                                               | nach Szczecin                                               |
| Verschwenkung nach links · Verschwenkung nach rechts | |                                                             |                                                             |
| Kreuzung geradeaus unten · Abzweig geradeaus und nach rechts | 10,077 | nach Bernau (b Berlin)                                      | nach Bernau (b Berlin)                                      |
| Abzweig geradeaus, von rechts und ehemals von links · Abzweig geradeaus und ehemals nach rechts | | von Berlin-Karow und BAR von Biesdorfer Kreuz               | von Berlin-Karow und BAR von Biesdorfer Kreuz               |
| Kreuzung geradeaus unten (Querstrecke außer Betrieb) · Abzweig geradeaus und ehemals von rechts | | von Berlin-Wartenberg (ehem. geplant)                       | von Berlin-Wartenberg (ehem. geplant)                       |
| Blockstelle · Blockstelle | 11,4051,501 | Berlin-Karow West (Abzw)                                    | Berlin-Karow West (Abzw)                                    |
| Strecke · ehemaliger S-Bahnhof | 2,098 | Berlin-Buchholz (ehem. geplant)                             | Berlin-Buchholz (ehem. geplant)                             |
| ehemalige Blockstelle · Strecke | 3,325000,000 | Lindenhof (Bk)                                              | Lindenhof (Bk)                                              |
| Strecke · ehemaliger S-Bahnhof | 4,130 | Berlin-Blankenfelde Ost (ehem. geplant)                     | Berlin-Blankenfelde Ost (ehem. geplant)                     |
| Grenze · Grenze | 5,800 | Landesgrenze Berlin / Brandenburg                           | Landesgrenze Berlin / Brandenburg                           |
| ehemalige Blockstelle · Strecke | 6,15000,000 | Arkenberge (Bk)                                             | Arkenberge (Bk)                                             |
| Strecke · Überleitstelle / Spurwechsel | 6,680 | Berlin-Arkenberge (Üst)                                     | Berlin-Arkenberge (Üst)                                     |
| Strecke · S-Bahn-Halt | 7,820 | Mühlenbeck-Mönchmühle                                       | Mühlenbeck-Mönchmühle                                       |
| Kreuzung geradeaus oben · Kreuzung geradeaus oben | | Heidekrautbahn                                              | Heidekrautbahn                                              |
| ehemalige Blockstelle · Strecke | 8,455000,000 | Mühlenbecker Chaussee (Bk)                                  | Mühlenbecker Chaussee (Bk)                                  |
| Dienststation / Betriebs- oder Güterbahnhof · S-Bahnhof | 11,000 | Schönfließ                                                  | Schönfließ                                                  |
| Abzweig geradeaus und ehemals nach links · Abzweig geradeaus und ehemals von rechts | |                                                             |                                                             |
| Strecke · S-Bahn-Halt | 12,506 | Bergfelde (b Berlin)                                        | Bergfelde (b Berlin)                                        |
| | |                                                             |                                                             |
| Blockstelle · Kilometer-Wechsel | 12,9762,937 | Bergfelde Streckenwechsel 6009/6010 Schönfließ West (Fernb) | Bergfelde Streckenwechsel 6009/6010 Schönfließ West (Fernb) |
| | |                                                             |                                                             |
| Abzweig geradeaus und ehemals nach links · Abzweig geradeaus und ehemals von rechts | |                                                             |                                                             |
| Abzweig geradeaus, nach rechts und von rechts · Strecke | | BAR von/nach Hohen Neuendorf West                           | BAR von/nach Hohen Neuendorf West                           |
| Abzweig geradeaus und ehemals von links · Kreuzung (Querstrecke außer Betrieb) | | von Berlin Nordbahnhof                                      | von Berlin Nordbahnhof                                      |
| Strecke · Abzweig geradeaus und von links | 0,09617,162 | von Berlin-Frohnau                                          | von Berlin-Frohnau                                          |
| Strecke · S-Bahnhof | 17,386 | Hohen Neuendorf (b Berlin)                                  | Hohen Neuendorf (b Berlin)                                  |
| Strecke · Strecke | | nach Oranienburg                                            | nach Oranienburg                                            |

Die Bahnstrecke Berlin-Blankenburg – Hohen Neuendorf (b Berlin) ist eine teilweise zweigleisige ausgebaute Hauptbahn in den Ländern Berlin und Brandenburg. Die Strecke verläuft großteils parallel zum Berliner Außenring und verbindet die Stettiner Bahn mit der Nordbahn unter Umgehung West-Berlins. Sie ist mit 750 Volt Gleichspannung elektrifiziert und in das Netz der Berliner S-Bahn eingebunden.

## Verlauf
Die Strecke beginnt im Bahnhof Berlin-Blankenburg an der Stettiner Bahn, in Höhe der Königsteinstraße trennt sich die Strecke eingleisig von der Stettiner Bahn in Richtung Norden zum Berliner Außenring (BAR), dem sie in nordwestlicher Richtung folgt. Zwischen der Abzweigstelle Berlin-Karow West und der Überleitstelle Arkenberge kurz hinter der Berliner Stadtgrenze ist die Strecke zweigleisig ausgebaut. Ab dem Haltepunkt Mühlenbeck-Mönchmühle wendet sich die Strecke stärker gen Westen zu. Am Bahnhof Schönfließ befindet sich der einzige Bahnübergang im Verlauf. Hinter Bergfelde wendet sich die Strecke in einem weitläufigen Wechselbogen zuerst nach Süden und anschließend nach Norden. Südlich des Bahnhofs Hohen Neuendorf vereinigt sie sich niveaugleich mit der Nordbahn.
Stellwerke befinden sich in Berlin-Blankenburg, Berlin-Karow West (beide E 12/78), Schönfließ (GS II DR, Fernstellung der Üst Berlin-Arkenberge und Abzw Schönfließ West) und Hohen Neuendorf (SpDr S60 DR). Die Signalisierung erfolgt durch Hl-Signale. Da in Schönfließ und Berlin-Karow West bis 2004 Schienenverbindungen von und zum BAR bestanden, können die in diesem Abschnitt aufgestellten Hl-Signale zusätzlich die Begriffe Hl 2 beziehungsweise Hl 4 anzeigen.

## Geschichte

### Vorgeschichte
Der nördliche Außenring (NAR) ging am 22. November 1952 zwischen den Abzweigstellen Karow Ost und Bergfelde zweigleisig in Betrieb. An der neu eingerichteten Abzweigstelle Karow West gingen am 20. Mai 1953 die Verbindungskurve Karow West – Blankenburg und bis 1954 die Verbindungskurve Karow West – Karow in Betrieb. Beide Strecken mündeten in die Ferngleise der Stettiner Bahn. Eine weitere Verbindungskurve führte von Karow West in das S-Bahn-Gleis nach Blankenburg. Trotz Zeitungsmeldungen, die eine Aufnahme des S-Bahn-Betriebs für Ende 1952 ankündigten, kam es nicht zur Umsetzung. Stromschienen und ein zu errichtendes Gleichrichterunterwerk konnten nicht beschafft werden. Der Bahnhof Schönfließ ging im Mai 1953 zunächst als reiner Kontrollbahnhof in Betrieb.

### Elektrifizierung und Bau der ersten Streckenabschnitte

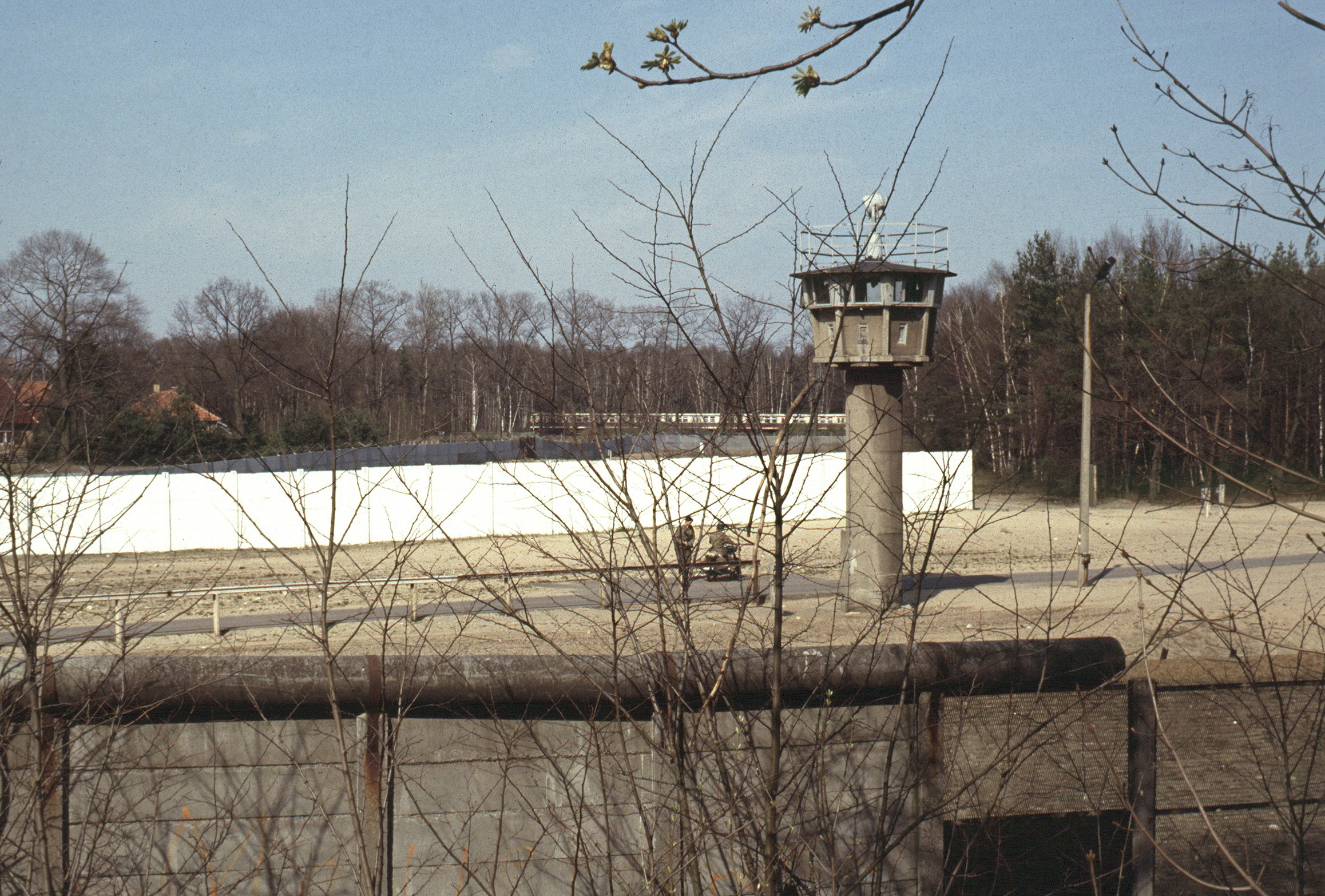
Zwischen Bergfelde und Hohen Neuendorf war die Strecke unmittelbar nördlich der Berliner Stadtgrenze trassiert. Blick vom West-Berliner Ortsteil Frohnau über die Berliner Mauer, im Hintergrund ein Ost-Berliner S-Bahn-Zug (1988).

Nach dem Mauerbau am 13. August 1961 waren die Nordbahn zwischen Frohnau und Hohen Neuendorf und die Kremmener Bahn zwischen Heiligensee und Hennigsdorf unterbrochen, sodass die S-Bahn-Züge zwischen Hohen Neuendorf und Oranienburg beziehungsweise Hennigsdorf und Velten pendelten. Während mit dem Bahnhof Hennigsdorf Nord eine direkte Umsteigemöglichkeit zwischen der Kremmener Bahn und dem BAR bestand, musste für Fahrten von der Nordbahn in Oranienburg beziehungsweise Birkenwerder und Hohen Neuendorf West umgestiegen werden. Im Frühverkehr richtete die Reichsbahn ab dem 19. August 1961 einen Dampfzug ein, der von Oranienburg über den NAR fuhr, in Karow West auf die S-Bahn-Gleise der Stettiner Bahn wechselte und nach Halt in Schönhauser und Prenzlauer Allee in Greifswalder Straße endete. Dort wartete der Zug in der Kehranlage auf seine abendliche Rückfahrt. Bei täglich 20.000 Pendlern zwischen Oranienburg und Ost-Berlin konnte dieses Zugpaar die Situation nur minimal entschärfen. Die Reichsbahn plante daher, den NAR zu elektrifizieren. In einem ersten Bauabschnitt sollte die Strecke Blankenburg – Birkenwerder auf direktem Wege mit Stromschienen ausgerüstet werden, in einer späteren Baustufe sollte auch die Kremmener Bahn angebunden werden.

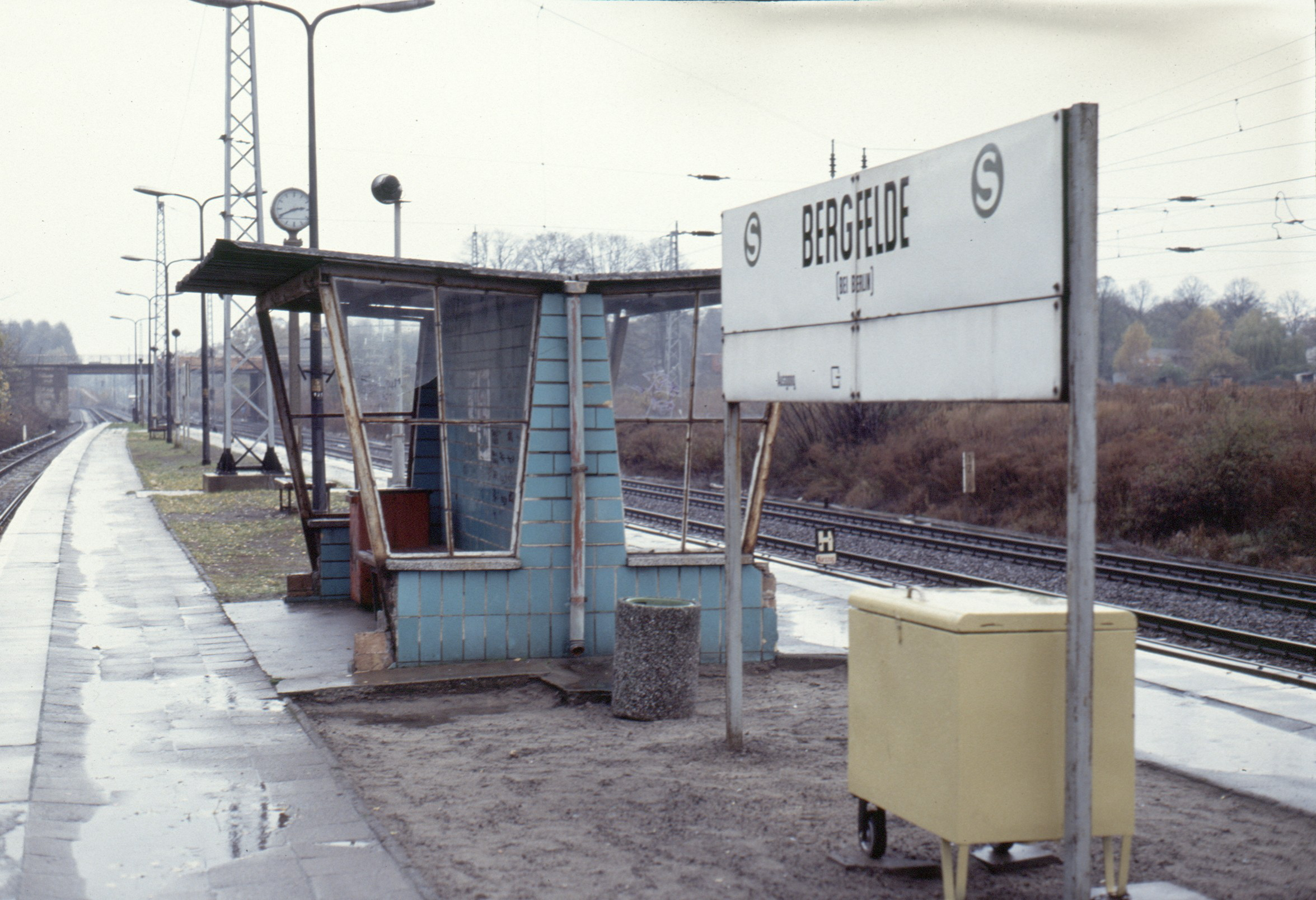
Haltepunkt Bergfelde (b Berlin) in Blickrichtung Westen (1991).

Kurze Zeit darauf änderte sie die Pläne ab; eine Anbindung an die Kremmener Bahn war nicht mehr vorgesehen. Dafür war der Bau einer zweigleisigen Neubaustrecke vorgesehen, die in Schönfließ beginnend nach Süden ausholen und so den Bahnhof Hohen Neuendorf zusätzlich anbinden sollte. Weiterhin waren der zweigleisige Ausbau der Stettiner Bahn zwischen Pankow und Blankenburg und weiter über die Verbindungskurve bis Karow West, die Elektrifizierung der Verbindungskurve und des NAR zwischen Karow West und Abzweig Bergfelde (Abf), der Bau von zwei Blockstellen und weitere Arbeiten an der Nordbahn vorgesehen. An der Trennung der Verbindungskurve von der Stettiner Bahn sollte die Abzweigstelle Karow Süd in Betrieb gehen. Auf ihren Bau wurde ebenso verzichtet wie auf den zweigleisigen Ausbau der Verbindungskurve, sodass die Strecke im Nordkopf des S-Bahnhofs Blankenburg begann. In Schönfließ mussten die beiden Außenbahnsteige von 76 auf 96 cm angehoben werden, es wurden zusätzlich auch die Überholgleise elektrifiziert. Für die Stromversorgung wurde in Mühlenbeck unweit an der Kreuzung mit der Heidekrautbahn ein fahrbares Unterwerk aus dem Jahr 1931 aufgestellt, 1963 ersetzte man es durch einen Neubau. Für die Stromzuführung gab es nur ein 30-kV-Kabel. Da die Stromschienen jeweils rund acht Kilometer lang waren, war die Fahrstromversorgung insgesamt so schwach, dass die Züge nur in einem Abstand von mindestens sechs Kilometern folgen durften. Die Stromschienen stammten überwiegend von seit dem Mauerbau nicht befahrenen Streckenabschnitten. Sie wurden auf der Außenseite montiert. Dies soll auf Anordnung von Verkehrsminister Erwin Kramer geschehen sein, um später mittig Oberleitungsmasten aufstellen zu können. Für Streckenwärter stellte diese Anordnung ein Hindernis dar, da sie so im Falle einer Zugfahrt nicht seitlich hätten ausweichen können. Daher wurde vormittags ein Gleis für rund 45 Minuten gesperrt.
Am 19. November 1961 konnte die Elektrifizierung des NAR abgeschlossen werden und die Neubaustrecke Abf – Hohen Neuendorf in Betrieb gehen. Die Strecke wurde stündlich von der Zuggruppe K (Oranienburg – Pankow) bedient. Die Dampfschnellzüge zwischen Oranienburg und Greifswalder Straße wurden eingestellt. In einem zweiten Bauabschnitt ließ die Reichsbahn ein eigenes Gleispaar zwischen Schönfließ und Abf mit einem Haltepunkt in Bergfelde errichten. Die Strecke begann in direkter Verlängerung der Bahnsteiggleise, das Gleis nach Oranienburg überquerte niveaufrei die Außenringgleise. Aus Zeitdruck wurden die Widerlager aus Betonklötzen errichtet. Die Strecke und der S-Bahnhof Bergfelde gingen am 27. Mai 1962 in Betrieb. Die im Mischverkehr befahrene Strecke verkürzte sich dadurch um rund anderthalb auf knapp 8,5 Kilometer.

### Planungen und Bau der separaten S-Bahn-Strecke
Im Jahre 1963 lag die Auslastung des Streckenabschnitts Akw – Abf bei 182 von rechnerisch 220 Zügen oder 83 Prozent. Zur Leistungssteigerung ging im Bahnhof Schönfließ am 9. Dezember 1964 ein Gleisbildstellwerk in Betrieb, die Abzweigstelle Bergfelde wurde ferngestellt. Am 22. September 1971 ersetzten fünf selbsttätige Blockstellen die bisherigen Blockstellen Lindenhof, Arkenberge und Mühlenbecker Chaussee. Der Streckenblock wurde wegen des Gemeinschaftsbetriebs in der Sonderbauform AB 2 WGLPS 66 ausgeführt und ermöglichte auch Gleiswechselbetrieb (ohne Hauptsignale im linken Gleis). Trotz dieser Maßnahmen ließ sich der durchgehende 20-Minuten-Takt nicht verwirklichen. Hinzu kam, dass bestimmte schnellfahrende Reisezüge Vorrang gegenüber den S-Bahn-Zügen genossen und diese dadurch Verspätungen anhäuften.
Die Planungen liefen daher zwangsläufig auf eine weitere Trennung von S- und Fernbahnstrecke hinaus. Bereits Mitte der 1960er Jahre machte der Leiter der Berliner S-Bahn und Vizepräsident der Reichsbahndirektion Berlin (Rbd Berlin), Friedrich Kittlaus einen Vorschlag zum Neubau einer reinen S-Bahn-Strecke, die entlang der Heidekrautbahn und Industriebahn Tegel – Friedrichsfelde und somit stadtnäher verlaufen sollte. In einer vom Entwurfs- und Vermessungsbüro der Deutschen Reichsbahn (EVDR) vorgelegten Studie präferierte dieses die von Kittlaus vorgeschlagene Variante gegenüber zwei weiteren ausgearbeiteten Entwürfen. Minister Kramer war gegen diese Variante und entschied am 10. November 1965, dass das EVDR zusammen mit der Rbd Berlin die Kosten für eine Parallelführung der S-Bahn mit dem NAR ermitteln solle. Die vom EVDR vorgelegte vierte Variante sah daraufhin den Bau eines südlichen Gleispaares vor, das niveaufrei in die S-Bahn-Strecke von Bernau einfädeln sollte. Die Fortführung der Gleise entlang des BAR über das Karower Kreuz hinaus bis Springpfuhl sollte baulich berücksichtigt werden. In Schönfließ sah das EVDR zunächst weiterhin Richtungsbetrieb vor, was den Bau eines weiteren Kreuzungsbauwerk erfordert hätte, allerdings hatte es auch einen Entwurf mit Linienbetrieb ausgearbeitet. Die geschätzten Kosten lagen bei rund 29 Millionen MDN.

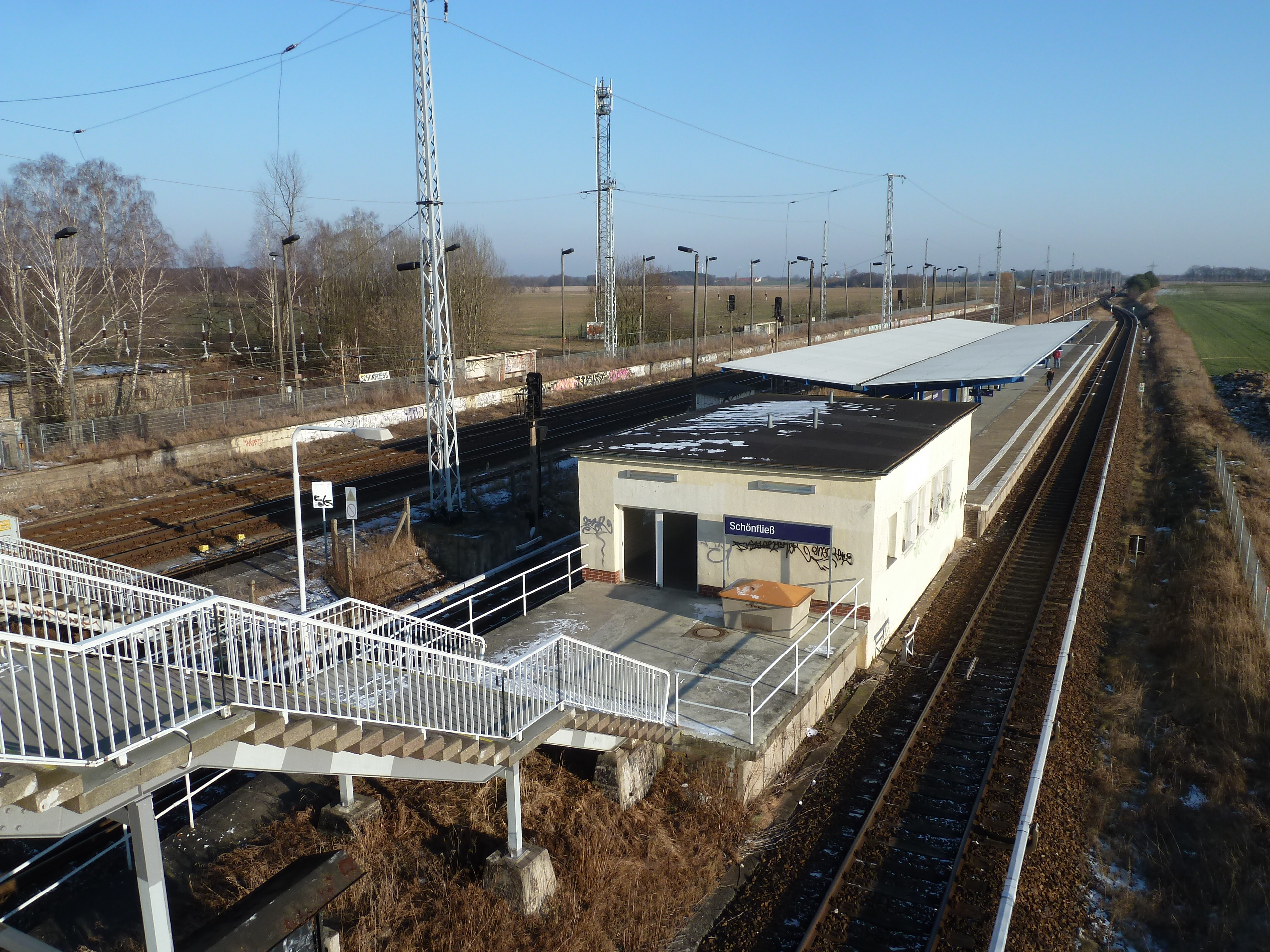
Bahnhof Schönfließ, im Vordergrund der 1984 errichtete S-Bahnsteig, im Hintergrund die 1953 errichteten Fernbahnsteige am Außenring (2012).

Ein 1971 aufgestelltes Forderungsprogramm der S-Bahn-Abteilung an die Rbd Berlin orientierte sich weitgehend an der EVDR-Studie. Es sah in Schönfließ Richtungsbetrieb und in Mühlenbeck den Bau eines Turmbahnhofs an der Kreuzung mit der Heidekrautbahn vor. Am Karower Kreuz war ebenfalls ein Turmbahnhof vorgesehen. Für die Durchführung eines 20-Minuten-Takts hätte die Neubaustrecke zwischen Mühlenbeck bis vor Akw zweigleisig ausgebaut werden müssen. Im Februar 1972 bekräftigte Kittlaus seine Forderung nach einem zweigleisigen Begegnungsabschnitt für fliegende Kreuzungen. Da die Streckenkapazität nach der Inbetriebnahme des automatischen Streckenblocks schnell wieder über 80 Prozent stieg, sah Kittlaus in einem im April 1972 aufgestellten Forderungsprogramm erstmals die Anlage eines eigenen S-Bahnsteigs auf der Südseite der Außenringgleise vor. Am Karower Kreuz und in Hohen Neuendorf sah er den Bau von zusätzlichen Unterwerken vor. Zudem sollte die Strecke für Geschwindigkeiten bis 120 km/h ausgebaut werden, um Umleiterverkehre zu ermöglichen. Eine auf Kittlaus’ Forderungen aufbauende Dokumentation vom Juli desselben Jahres stellte hierzu einen Zeitplan auf. Demnach sollten im ersten Bauabschnitt die Erdarbeiten bis 1974/75 abgeschlossen und der S-Bahnsteig in Schönfließ mit dem südlichen Gleis 6 in Betrieb genommen werden. Der zweite Bauabschnitt sollte alle weiteren Arbeiten umfassen und bis Ende 1978 andauern. Die Investitionskosten sollten sich nun auf 52,6 Millionen Mark belaufen. Für die Arbeiten musste der zweigleisige Ausbau der S-Bahn-Gleise der Nordbahn zwischen Lehnitz und Oranienburg zurückgestellt werden. Die Gutachterstelle für Investitionen des Verkehrswesen stimmte dem Vorhaben bei Senkung der Kosten auf 50,9 Millionen Mark zu. Die für das Bauvorhaben notwendigen Grundsatzentscheidungen des SED-Politbüros und der Reichsbahn wurden nachträglich am 3. Februar beziehungsweise 12. Juli 1976 getroffen.

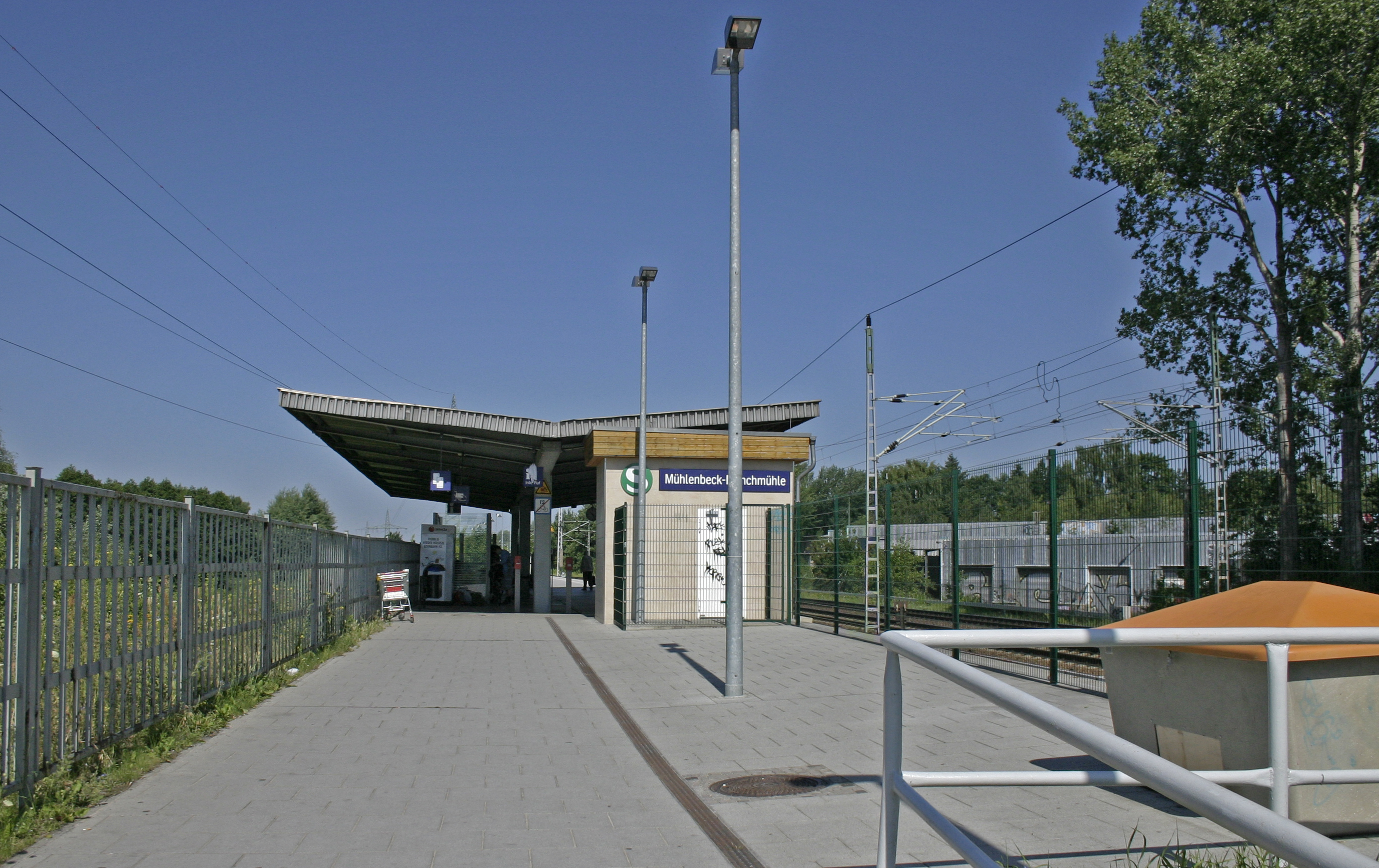
Der Haltepunkt Mühlenbeck-Mönchmühle wurde baulich für ein zweites Bahnsteiggleis vorbereitet. Im Vordergrund befand sich bis 2009 ein Passimetergebäude (2015).

Im April 1974 begannen bei Mühlenbeck und Schönfließ die ersten Erdarbeiten, bis Ende 1976 waren der S-Bahnsteig und die Fußgängerbrücke in Schönfließ im Rohbau fertiggestellt. 1978 begannen in Berlin ebenfalls Erdarbeiten, die im selben Jahr ins Stocken geraten. Aufgrund des laufenden Wohnungsbauprogramms waren zwei weitere S-Bahnhöfe in den geplanten Wohnkomplexen Buchholz und Buchholz-Nord zu berücksichtigen. Der S-Bahnhof Buchholz für den Wohnkomplex Buchholz-Nord sollte westlich der Bucher Straße in Betrieb gehen, der S-Bahnhof Blankenfelde Ost für den Wohnkomplex Buchholz war zwischen dem Autobahnzubringer Pankow und dem Arkenberger Baggersee vorgesehen. Der Bahnhof sollte drei Bahnsteiggleise erhalten, von denen das südliche als Kehrgleis für eine zusätzliche Zuggruppe dienen sollte. Zunächst war vorgesehen, die Bahnsteigkanten an der Neubaustrecke zu errichten. Mit der Erschließung der Wohngebiete sollten die S-Bahnhöfe dann in Betrieb gehen und die Neubaustrecke zwischen Schönfließ und Mühlenbecker Chaussee zweigleisig ausgebaut werden. Somit hätte die zweite Zuggruppe bei Bedarf im 40-Minuten-Takt bis Birkenwerder verlängert werden können. In einer dritten Stufe waren die Verknüpfung mit der von Springpfuhl kommenden S-Bahn-Strecke und der durchgehend zweigleisige Ausbau vorgesehen. Somit sollte bis Birkenwerder ein Zehnminutentakt ermöglicht werden. Infolge des erhöhten Fahrzeugeinsatzes bei Ausweitung des S-Bahn-Betriebs auf dem nördlichen und östlichen Außenring war zusätzlich der Bau eines S-Bahnbetriebswerks erforderlich. Dieses sollte zwischen der Bucher Straße und Schönerlinder Straße gebaut werden und eine Abstellkapazität von 428 Viertelzügen aufweisen.

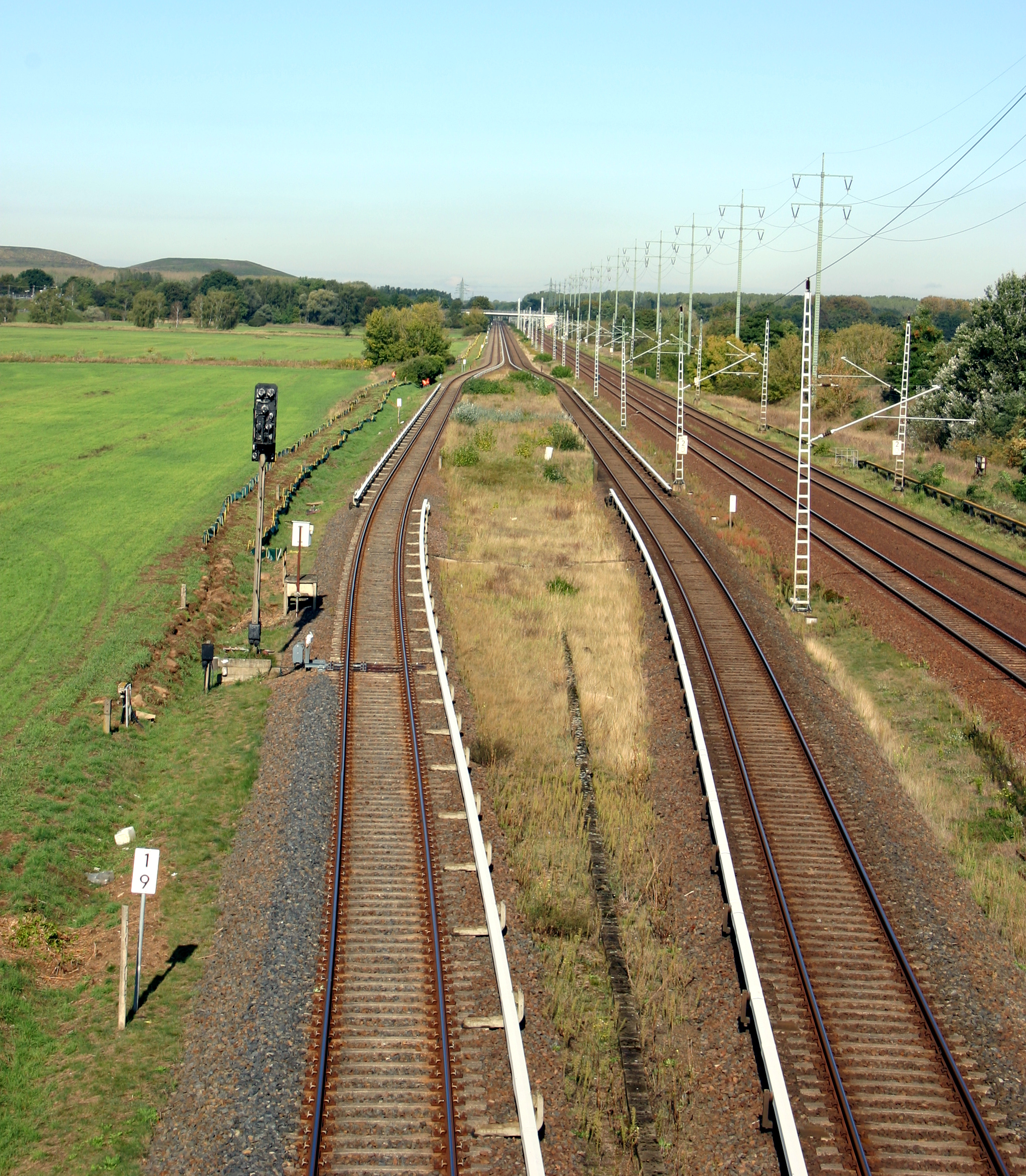
Bauvorleistung für den S-Bahnhof Buchholz westlich der Bucher Straße, 2020

Die Arbeiten wurden ab 1981 intensiviert. Da ein Mischbetrieb von Oberleitungs- und Stromschienenbetrieb auf dieser Länge ausschied, war der Bau eigener S-Bahn-Gleise unabdingbare Voraussetzung für die Fernbahnelektrifizierung. Am 20. September 1982 ging in Schönfließ der S-Bahnsteig mit dem nördlichen Gleis in Betrieb. Bis 1984 wurden die übrigen Anlagen fertiggestellt. Die Strecke schloss am Abzweig Karow West an die weiterhin eingleisige Verbindungskurve von Blankenburg an. Bis zur Abzweigstelle Arkenberge war die Strecke auf einer Länge von rund 5,2 Kilometer zweigleisig ausgeführt, dahinter bis Schönfließ eingleisig. Der Haltepunkt Mühlenbeck-Mönchmühle entstand östlich der Kreuzung mit der Heidekrautbahn. Eine Umsteigemöglichkeit zwischen beiden Strecken wurde nicht hergestellt, da die Reichsbahn den Reisezugverkehr auf letzterer 1983 eingestellt hatte. Das Planum und die Brücken waren auf längeren Abschnitten für einen späteren zweigleisigen Ausbau vorbereitet worden, lediglich vor und hinter Mühlenbeck-Mönchmühle fehlte diese Vorleistung. Der Haltepunkt selbst erhielt ein Bahnsteigdach, das eine mögliche zweite Bahnsteigkante ebenfalls überdecken würde. Ab dem 31. August 1984 fanden im Rahmen einer dreitägigen Sperrpause die Umstellungsarbeiten statt. Neben der Einstellung des Gleichstrombetriebs zwischen Abzweig Akw und Schönfließ musste das S-Bahn-Gleis Schönfließ – Bergfelde umgelegt werden. Die alte Verbindung über die Fachwerkbrücke wurde gekappt, das teilweise noch vorhandene Gleis diente danach zum Abstellen. In Schönfließ und Akw bestanden Weichenverbindungen zwischen beiden Strecken, die nichtelektrischen Zügen das Umleiten auf den S-Bahn-Gleisen ermöglichte. Die Züge durften die Strecke mit 120 km/h befahren, die Signale waren hierzu neben der Fahrsperre auch mit Indusi-Magneten ausgerüstet. Am Abend des 2. September 1984 nahm die Reichsbahn den planmäßigen Betrieb auf der Strecke auf. Der S-Bahnhof Mühlenbeck-Mönchmühle ging gleichzeitig in Betrieb. Die Aufnahme des elektrischen Betriebs mit Oberleitung auf den Ferngleisen war am 15. Dezember 1984. Es war vorgesehen, die Verbindungskurve Blankenburg – Karow West in den 1990er Jahren zweigleisig auszubauen.

### Entwicklung seit 1989
Die ungenutzte Fachwerkbrücke über den Außenring wurde im September 1991 abgerissen. Am 31. Mai 1992 erfolgte der Lückenschluss der S-Bahn-Gleise zwischen Frohnau und Hohen Neuendorf, womit der tangentialen Verbindung entlang des BAR nur noch eine geringe Bedeutung zukam. Die S-Bahnsteige in Schönfließ (1997), Bergfelde (1998/99) und Mühlenbeck-Mönchmühle (2000/01) wurden nacheinander modernisiert und dabei teilweise auch die Zugangsgebäude an den Zugängen abgerissen. Für die Fahrstromversorgung gingen nahe der Überleitstelle Arkenberge und in Schönfließ zwei Gleichrichterunterwerke, das Guw in Mühlenbeck-Mönchmühle wurde dagegen abgerissen. Die Regelung zum Umleiten von Fernzügen über die S-Bahn-Strecke entfiel zum 8. März 2004, die Gleisverbindung im Abzweig Karow West wurde daraufhin entfernt. In Schönfließ blieb die Verbindung für Notfälle weiterhin bestehen. Nach Plänen von 2017 war vorgesehen, dass die Strecke an die ESTW-UZ Waidmannslust angeschlossen werden soll. Bis 2022 ist eine Umstellung von mechanischen Fahrsperre auf das Zugbeeinflussungssystem S-Bahn Berlin vorgesehen.

## Betrieb

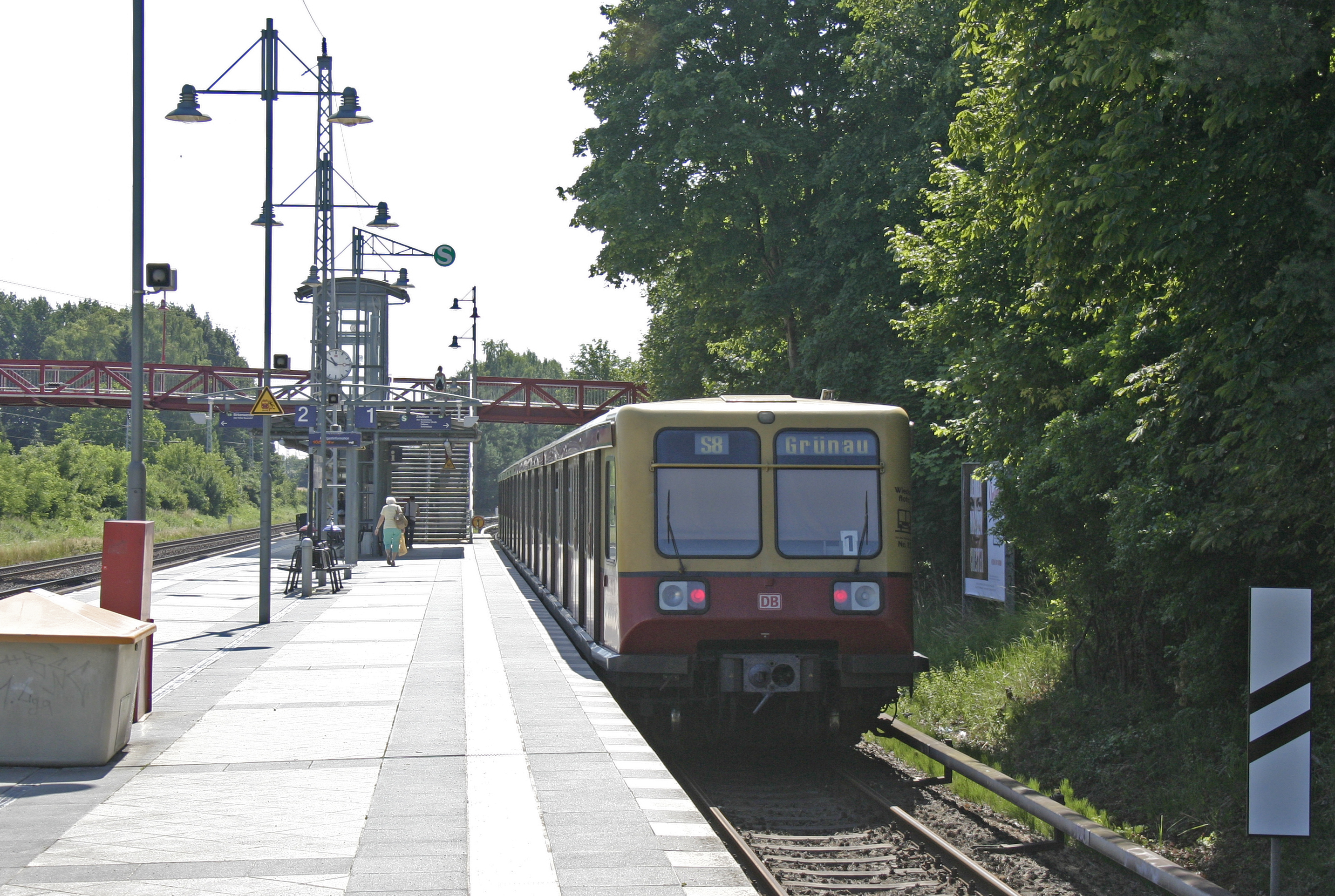
Haltepunkt Bergfelde (b Berlin) mit ausfahrendem Zug der Linie S8 nach Berlin-Grünau (2015).

Über viele Jahre war die Zuggruppe K planmäßig auf der Strecke im Einsatz. Die am 19. November 1961 eingerichtete Zuggruppe befuhr die Strecke zunächst im Stundentakt zwischen Oranienburg und Berlin-Pankow, einzelne Züge fuhren im Berufsverkehr bis Warschauer Straße, ab dem Fahrplanwechsel am 10. Dezember 1961 durchgehend. In den folgenden Jahren wechselte der stadtseitige Endpunkt mehrfach zwischen Warschauer Straße, Alexanderplatz und Ostbahnhof. Zusätzliche Züge fuhren außerdem zwischen Oranienburg und Hohen Neuendorf, um auf diesem Abschnitt weiterhin einen 20-Minuten-Takt anzubieten. Ab 1963 verdichtete die Reichsbahn den Fahrplan stetig weiter. Ab 1964 fuhren die Züge morgens im Abstand von 20 Minuten, sonst im 20/40-Minuten-Takt. Ab 1965 wurde der 20-Minuten-Takt auch nachmittags angeboten, ab 1969 mit wenigen Ausfällen ganztägig. Ab dem Sommer 1970 fuhr die Zuggruppe ganztägig bis Flughafen Schönefeld. Zum 2. Juni 1991 erhielt die Zuggruppe die Linienbezeichnung S10. Mit der Wiederaufnahme des S-Bahn-Verkehrs zwischen Frohnau und Hohen Neuendorf wurde die Linie zugunsten der S1 (Oranienburg – Wannsee) bis Birkenwerder zurückgezogen, da die Stromversorgung einen Betrieb von zwei Zuggruppen nicht ermöglicht hätte. Nach der Einstellung der Linie S10 im Jahr 1999 übernahm die S8 (Birkenwerder – Grünau [– Zeuthen]) überwiegend die Bedienung der Strecke. Baustellenbedingt kamen auch die zwischenzeitlich eingerichteten Linien S26 und S86 zum Einsatz.